# موورزویل (ویرجینیای غربی)
موورزویل (به انگلیسی: Mooresville) یک منطقهٔ مسکونی در ایالات متحده آمریکا است که در شهرستان مونونگالیا، ویرجینیای غربی واقع شده‌است. موورزویل ۲۹۲٫۰ متر بالاتر از سطح دریا واقع شده‌است.